# Andrea Falconieri
Andrea Falconieri, conosciuto anche come Falconiero (Napoli, 1585 o 1586 – Napoli, 29 luglio 1656), è stato un musicista, cantante e compositore italiano di musica barocca.

## Biografia
Nato a Napoli, Falconieri frequentò numerose corti aristocratiche italiane, come Modena e Parma, Genova e dal 1639 fu alla Corte del viceré in Napoli, come musicista. Fra il 1616 e il 1620 compose 7 raccolte (sei di canzoni e uno di mottetti). Dopo questo periodo probabilmente occupò un posto di musicista presso la corte di Firenze. Tra il 1621 e il 1628, viaggiò e soggiornò in Spagna e in Francia.  Rientrato in Italia fu presente (1628) al matrimonio fra Margherita de' Medici e il duca di Parma Edoardo I; in seguito ritornò nella sua Napoli, dove morì (probabilmente) durante la famigerata epidemia di peste di quell'anno.
Il suo lavoro comprende Madrigali, Mottetti e altre composizioni strumentali. Fra le sue opere rimasteci possiamo ricordare Il Libro Primo di Canzoni, Sinfonie, Fantasie, Capricci, sonate per violini, viole; dedicato a Juan José d'Austria, figlio del re spagnolo Filippo IV: in questo lavoro combina lo stile italiano con quello spagnolo. Sicuramente prima del 1650 compose molti brani ispirati al celebre e molto prolifico tema della Follia.

## Discografia
- 1995 - Il Libro Primo di canzone, sinfonie, fantasie, Isabella d'Este, dir. Ariane Maurette (Symphonia, 94032; Pan Classics, PC 10248)
- 1997 - Il primo libro di canzone, sinfonie, fantasie, Gabriele Cassone, tromba naturale; Antonio Frigé, organo e clavicembalo (Nuova Fonit Cetra, NFCD 2045)
- 1999 - Fantasies, Danses, Villanelle, Arie, Ensemble Fitzwilliam (Astrée, 8551)
- 2008 - La Suave Melodia, Massimo Lonardi, arciliuto; Matteo Mela, chitarra barocca e Lorenzo Micheli, tiorba e chitarra barocca (Stradivarius, 33781)
- 2013 - Andrea Falconieri. Il Spiritillo Brando. Dance music in the courts of Italy and Spain, La Ritirata - Josetxu Obregón (Glossa, GCD 923101)
- 2019 - Il più bel fiore. Archlute music from the Doni manuscript , Luca Tarantino, arciliuto (CGS 003)
- 2020 - Alla Luna. Per sonar & cantar. Ensemble La Selva (Da Vinci Classics 2020)